# Vernoux-sur-Boutonne
Vernoux-sur-Boutonne is een gemeente in het Franse departement Deux-Sèvres (regio Nouvelle-Aquitaine) en telt 174 inwoners (1999). De plaats maakt deel uit van het arrondissement Niort.

## Geografie
De oppervlakte van Vernoux-sur-Boutonne bedraagt 8,0 km², de bevolkingsdichtheid is 21,8 inwoners per km².
De onderstaande kaart toont de ligging van Vernoux-sur-Boutonne met de belangrijkste infrastructuur en aangrenzende gemeenten.

## Demografie
Onderstaande figuur toont het verloop van het inwonertal (bron: INSEE-tellingen).